# Wolutaria
Wolutaria (Volutaria Cass.) – rodzaj roślin z rodziny astrowatych. Obejmuje 16 gatunków. Występują one w północnej i północno-wschodniej Afryce od Wysp Kanaryjskich i Mauretanii po Egipt, Somalię i Tanzanię, na Półwyspie Iberyjskim, Arabskim i w Iranie. Jako rośliny introdukowane obecne są w Kalifornii, Francji i na Sycylii. Do Polski przejściowo zawlekany jest jeden gatunek – wolutaria Lippa V. lippii. Rośliny te rosną w miejscach suchych i kamienistych.

## Morfologia
PokrójJednoroczne rośliny zielne, rzadziej krótkotrwałe byliny (V. muricata). Pędy prosto wzniesione, rozgałęzione, nieuzbrojone (bez kolców), osiągające do ok. 50 cm wysokości.
LiścieSiedzące lub z ogonkiem oskrzydlonym. O blaszce całobrzegiej do ząbkowanej i pierzasto wcinanej, owłosionej i drobno ogruczolonej, szorstkiej.
KwiatyZebrane w pojedyncze koszyczki lub tworzące luźne kwiatostany złożone w postaci podbaldachów. Okrywy są jajowate o średnicy do 1–1,5 cm. Listki okrywy stulone (przylegające), całobrzegie, ostro zakończone lub z kolcem na szczycie, często czerniejącym. Dno koszyczka jest płaskie i pokryte szczecinkami. Kwiaty brzeżne w koszyczku są płonne, zwykle okazałe, dłuższe od kwiatów wewnętrznych, obupłciowych. Korony są zwykle jednobarwne różowe do purpurowych, rzadziej białawe, żółtawe lub niebieskie.
OwoceJajowato podługowate (też określane jako beczkowate), żebrowane niełupki. Puch kielichowy w postaci równowąskich do lancetowatych, białych lub brązowawych, trwałych łusek.

## Systematyka
Pozycja systematyczna
Rodzaj z rodziny astrowatych Asteraceae z podrodziny Carduoideae, z plemienia Cardueae i podplemienia Centaureinae. 
Wykaz gatunków
- Volutaria abyssinica (A.Rich.) C.Jeffrey
- Volutaria albicaulis (Deflers) Wagenitz
- Volutaria belouinii (Humbert) Maire
- Volutaria bollei (Sch.Bip. ex Bolle) A.Hansen & G.Kunkel
- Volutaria boranensis (Cufod.) Wagenitz
- Volutaria canariensis Wagenitz
- Volutaria crupinoides (Desf.) Maire
- Volutaria dhofarica Wagenitz
- Volutaria djiboutensis Wagenitz
- Volutaria lippii Cass. – wolutaria Lippa
- Volutaria maroccana (Barratte & Murb.) Maire
- Volutaria muricata (L.) Maire
- Volutaria saharae (L.Chevall.) Wagenitz
- Volutaria sinaica (DC.) Wagenitz
- Volutaria socotrensis Wagenitz
- Volutaria tubuliflora (Murb.) Sennen